# Mậu Duệ
Mậu Duệ là một xã thuộc tỉnh Tuyên Quang, Việt Nam.

## Địa lý
Xã Mậu Duệ có vị trí địa lý:
- Phía đông giáp xã Mậu Long
- Phía tây giáp xã Ngam La và xã Đông Minh
- Phía nam giáp xã Lũng Hồ
- Phía bắc giáp huyện Đồng Văn.

Xã Mậu Duệ có diện tích 41,15 km², dân số năm 2019 là 6.789 người, mật độ dân số đạt 165 người/km².

## Hành chính
Xã Mậu Duệ được chia thành 15 thôn: Trung Tâm, Thôm Tiềng, Nà Sai, Nà Đon, Cốc Cai, Nà Bưa, Pác Lung, Keo Hẻn, Khau Piai, Ngái Trò, Fác Đén, Ngàm Soọc, Phieng Trà, Phieng Đé, Na Ngoa.

## Lịch sử
Trước đây, Mậu Duệ là một xã thuộc huyện Đồng Văn.
Ngày 5 tháng 7 năm 1961, Hội đồng Chính phủ ban hành Quyết định số 91-CP về việc chia xã Mậu Duệ thuộc huyện Đồng Văn thành hai xã Nậm Ban, Mậu Duệ.
Ngày 15 tháng 12 năm 1962, Hội đồng Chính phủ ban hành Quyết định số 211-CP về việc sáp nhập xã Mậu Duệ thuộc huyện Đồng Văn vào huyện Yên Minh mới thành lập quản lý.
Ngày 29 tháng 1 năm 1997, Chính phủ có Nghị định số 8-CP về việc thành lập xã Mậu Long trên cơ sở điều chỉnh 6.209,3 ha diện tích tự nhiên và 1.897 nhân khẩu của xã Mậu Duệ.
Sau khi điểu chỉnh địa giới hành chính, xã Mậu Duệ còn lại 4.703,46 ha diện tích tự nhiên và 3.736 nhân khẩu.
Ngày 29 tháng 12 năm 2023, UBND tỉnh Hà Giang ban hành Quyết định số 2626/QĐ-UBND về việc công nhận xã Mậu Duệ là đô thị loại V.